# Domangbeu
Domangbeu  è una città e sottoprefettura della Costa d'Avorio appartenente al dipartimento di Zoukougbeu. Conta una popolazione di 9 530 abitanti (censimento 2014).